# Niederländische Badmintonmeisterschaft 1968
Die Niederländische Badmintonmeisterschaft 1968 war die 27. Auflage der nationalen Titelkämpfe im Badminton in den Niederlanden. Die Meisterschaft wurde am letzten Märzwochenende 1968 im Sportcentrum aan de Claudius Prinsenlaan in Breda ausgetragen.

## Titelträger
| Disziplin    | Sieger                            |
| ------------ | --------------------------------- |
| Herreneinzel | Herman Leidelmeijer               |
| Dameneinzel  | Agnes Geene                       |
| Herrendoppel | Herman Leidelmeijer Leo Kountul   |
| Damendoppel  | Margot ter Metz Lily ter Metz     |
| Mixed        | Herman Leidelmeijer Lily ter Metz |